# Corinne Diacre
Corinne Diacre (Croix, 1974) és l'actual entrenadora de la selecció femenina de futbol de França. Abans havia entrenat al Clermont Foot Auvergne i al ASJ Soyaux, després d'haver estat ella mateixa futbolista, jugant com a defensa central. Als divuit anys va entrar a la selecció nacional francesa i als vint ja n'era la capitana. Va ser la primera dona en obtenir el títol d'entrenadora de futbol a França.